# Нова (Молодечненський район)
Нова (біл. вёска Новая) — село в складі Молодечненського району Мінської області, Білорусь. Село підпорядковане Границькій сільській раді, розташоване в західній частині області.